# Lissonota kolpa
Lissonota kolpa là một loài tò vò trong họ Ichneumonidae.